# 43597 Changshaopo
43597 Changshaopo è un asteroide della fascia principale. Scoperto nel 2001, presenta un'orbita caratterizzata da un semiasse maggiore pari a 2,2420245 UA e da un'eccentricità di 0,1030097, inclinata di 7,22098° rispetto all'eclittica.